# Haşim Çelik
Haşim Çelik (* 17. Juli 1990 in Weißenburg in Bayern) ist ein deutscher Taekwondoin. Seit 2016 ist er deutscher Nationalsportler im paralympischen Taekwondo. Außerdem ist er SPD-Politiker.

## Sport
Çelik begann seine sportliche Laufbahn beim Sportverein ESV Treuchtlingen in der Sparte Taekwondo. Von Geburt hat Celik beidseitige Fehlbildungen an Zehen und Fingern, jedoch gleicht er dies mit seiner Schnelligkeit, Technik und seinem Ehrgeiz aus. Durch diverse Siege gegen nicht-körperlich-behinderte Gegner machte er sich einen Namen in der Szene. Seit dem Jahr 2010 ist er beim KSC Leopard Nürnberg e. V., wo u. a. auch der Olympiasieger sowie Welt- und Europameister Servet Tazegül unter Vertrag ist.
Am 8. Juni 2013 gewann Çelik bei der Para-WM in Lausanne (Schweiz) in der Gewichtsklasse bis 68 kg den Weltmeistertitel.  Am 21. August 2013 holte sich Çelik Silber bei den Para-Europameisterschaften in Bukarest (Rumänien). Am 22. Juni 2014 erreichte er in der Gewichtsklasse bis 75 kg den 3. Platz bei den Para-Weltmeisterschaften in Moskau (Russland). Im selben Jahr erkämpfte er sich den 2. Platz bei den Para-Europameisterschaften in Belek (Türkei), ebenfalls in der Gewichtsklasse bis 75 Kilogramm. Am 20. April 2015 wurde er in Chișinău (Moldawien) Europameister.

## Politik
Çelik ist seit Dezember 2014 der Landesvorsitzender der Arbeitsgemeinschaft „Migration und Vielfalt“ der SPD Bayern. Seine politischen Schwerpunkte und Interessen liegen im Bereich der Integrations-, Asyl-/Flüchtlings-, Sport- und Behindertenpolitik. Im Mai 2014 wurde Çelik Vorstandsmitglied im Treuchtlinger SPD-Ortsverein.